# Търти Секъндс ту Марс
30 Seconds To Mars са американска рок група от Лос Анджелис, сформирана през 1998 година от Джаред и Шанън Лето.
Скоро семейният проект се разраства, като към двамата братя се присъединява Мат Уактър. След бързата смяна на двама китаристи, в състава на бандата влиза Томо Миличевич. През 2007, Мат напуска групата по средата на турнето им, което ги принуждава да си намерят бързо нов басист в лицето на Тим Келъхар.

## История

### 30 Seconds to Mars (2002)
Първият студиен албум на групата излиза на 27 август 2002 година в САЩ, като получава преобладаващо позитивни реакции от публика и критици. Албумът достига до 107-о място в американската класация Билборд 200. Албумът е предшестван от сингъла Capricorn (A Brand New Name), чийто клип достига до 31 място в US Mainstream Rock. През 2003 излиза и сингълът Edge of The Earth, станал втори сингъл от албума.

### A Beautiful Lie (2005)
Вторият албум на групата излиза пет месеца по-рано от обявената дата в интернет, което принуждава бандата да сложи два бонус трака – Battle of One и кавър на Бьорк – Hunter. На 25 август 2005 албумът е вече по магазините (за официална дата се смята 30 август), като от него излизат четири сингли: Attack, The Kill, чийто клип е вдъхновен от The Shining, From Yesterday, с бюджет от 13 милиона долара, и A Beautiful Lie, който е сниман с две камери и един хеликоптер.
С над 1 500 000 продадени копия, албумът превръща 30 Seconds To Mars в една от най-популярните групи в САЩ и Западна Европа. През 2007 и 2008 групата взема участие в едни от най-известните рок фестивали – Rock Am Ring в Германия, Pinkpop и Give it a Name в Лондон, Англия.

### This Is War (2009)
This is War е третият студиен албум на групата, издаден от Върджин Рекърдс и И Ем Ай на 8 декември 2009 година. Албумът достигна 18-о място в класацията на Билборд 200. След дълга битка в съда с Върджин Рекърдс за неизпълнени задължения по договор, на 29 април 2009 групата обяви, че страните са постигнали споразумение и следва да бъде издаден нов албум, върху който момчетата са работили над 2 години. По време на записа на албума групата организира т.нар. събиране The Summit, където феновете вземат участие в процеса на записване на песните. През май 2009 Кание Уест обявява, че работи по песен с 30 Seconds to Mars – ранната версия на Hurricane, която не влиза в албума поради неразбирателство между издателя на Кание и този на групата. Корицата на албума има 2000 различни обложки със снимки на фенове от целия свят, известни личности като скейтбордиста Бам Марджера, гримьорката Кат Вон Ди, ТВ водещ Конан О'Брайън, както и майката на братята Джаред и Шанън. Успехът на албума е огромен. Песента This is War е включена в саундтрака към играта Dragon Age: Origins, а Vox Populi звучи по време на шоуто на Victoria's Secret. Сингли на групата от този албум са: Kings and Queens, Closer to The Edge, Hurricane и This is War. Около клипа към Hurricane се вдига много шум, като голяма част от телевизиите дори отказват да пускат клипа заради сцените на насилие и секс. Пълната нецензурирана версия може да бъде видяна единствено в интернет. Отзивите от пресата за албума са невероятни. От Alternative Press пишат, че това е артистичен триумф за групата, Билборд и Ем Ти Ви определят албума като „безспорно епичен“. Entertainment Weekly твърдят, че „Лето не само се стреми към Луната с безсрамно епичния This Is War, той направо я колонизира!“.

### Събитията от края на 2008 и нов албум
Джаред и Шанън са подписали през 1999 г. 9-годишен договор, според който трябва да издадат 5 албума. Тъй като дотогава са издадени само 2, Virgin Records ги съдят за неизпълнение на договора. Според Калифорнийския закон обаче договор, който е по-дълъг от 7 години, е невалиден. Близък на групата разкрива също, че въпреки продадените 2 милиона копия от албума A Beautiful Lie, на групата още не е платено. Основна причини за това се смятат промените в администрацията на компанията, които Джаред коментира като „голяма загуба за самата компания“, поради уволнението на стотици служители, някои от които са работели с групата. В официалното изявление на сайта на 30 Seconds To Mars, Джаред разкрива, че дори клипът към ABL е на собствени разноски – спечелените пари от друго дело срещу хранителна верига за бързо хранене, използвала The Kill в своя реклама без разрешението на групата. В резултат на всички тези събития 30 Seconds To Mars имат нов продуцент. Неговото име е Марк Елис (по прякор Флууд). Той има английски произход и е работил с групи като Депеш мод, Ю Ту, Ник Кейв and the Bad Seeds, The Jesus and Mary Chain, Найн Инч Нейлс, Смашинг Пъмпкинс, The Sound, Ирейжър, Curve, Nitzer Ebb, The Killers, Sigur Rós и Пи Джей Харви.

### Love, Lust, Faith and Dreams (2012)
30 Seconds to Mars прекарват по-голямата част от 2012 г. записвайки новия им албум, озаглавен Love, Lust, Faith and Dreams. Албумът е продуциран от Джаред Лето и предишния сътрудник Steve Lillywhite. Вокалистът на групата Джаред описва Love, Lust, Faith and Dreams като нова посока за 30 Seconds to Mars. Той казва, че албумът „е повече от еволюция, той е чисто ново начало. Творчески, ние сме на изцяло ново място, което е вълнуващо, неочаквано и невероятно вдъхновяващо.“
През месец септември 2012, Artifact – документалният филм за съдебната битка на бандата със звукозаписната компания И Ем Ай и създаването на албума им This Is War – е премиерно показан на Toronto International Film Festival, като печели People's Choice Documentary Award.
През месец февруари 2013 г. е обявено, че Up in the Air ще е първият им сингъл от четвъртия им албум. В партньорство с НАСА, 30 Seconds to Mars пускат първото копие на песента Up in the Air на борда на космическия летателен апарат Дракон на SpaceX CRS-2, като така става първото търговско копие на песен пуснато в Космоса. На 18 март 2013 г. сингълът е пуснат премиерно от МКС. Други официални сингли от албума им са Do or Die и City of Angels.
30 Seconds to Mars издават албума си Love, Lust, Faith and Dreams на 21 май 2013 г. в Съединените американски щати чрез музикалната корпорация Юнивърсъл. Албумът като цяло получава позитивни ревюта и достига до топ десет в повече от петнадесет държави, включително Англия и САЩ. Бандата започна турнето си Love, Lust, Faith and Dreams Tour през месец юни 2013 г., като то включва и участия във фестивали като Rock Werchter, Pinkpop, Rock in Rio и Rock am Ring.

## Спечелени награди
30 Seconds to Mars са получили 42 награди от 65 номинации.
31 август 2006 – MTV2 Award, Best single –"The Kill"
15 октомври 2006 – Fuse Fangoria Chainsaw Awards, Jared Leto „Prince of Darkness“ и „Video Inspired by Film Award“ за „The Kill“.
26 октомври 2006 – MTVu Woodie Awards, „Best Video Woodie: Live Action“ за „The Kill“.
24 август 2007 – Kerrang! „Best Single“ – „The Kill“.
14 април 2007 „Best New Artist Award“.
29 април 2007 – TRL Awards in Italy, „Best Rock Video“ и „Video of the Year“ за „The Kill“ на MTV Video Music Awards в Australia.
1 ноември 2007 – MTV Europe Music Award, „Rock Out“
21 декември 2007 – Fuse's Best of 2007 Award.
1 февруари 2008 – Bandit Rock Awards „Best International Breakthrough“
2 август 2008 – MTV Asia Awards 2008 „Video Star“ за „A Beautiful Lie“
21 август 2008 – Kerrang! Awards: „Best International Band“ и „Best Single – From Yesterday“.
16 октомври „Best International Rock Artist“, the Los Premios MTV Latinoamérica 2008.
6 ноември 2008, MTV EMA „Video Star“ за „A Beautiful Lie“ и „Rock Out“
July 2010 „Best International Band“, The Relentless Energy Drink Kerrang! Awards 2010.
12 септември 2010, Best Rock Video за „Kings & Queens“ на 2010 MTV Video Music Awards.
7 ноември 2010 „Best Rock Band“ на 2010 MTV Europe Music Awards.
На 25 август 2013 г. на 2013 MTV Video Music Awards, Up in the Air печели награда за Best Rock Video.

## Дискография
- 30 Seconds to Mars – 2002 г.
- A Beautiful Lie – 2005 г.
- This Is War – 2009 г.
- Love, Lust, Faith and Dreams – 2013 г.
- America – 2018 г.
- It's the End of the World but It's a Beautiful Day – 2023 г.

## В България
30 Seconds to Mars са идвали два пъти в България. За първи път идват през 2011 г. за фестивала Elevation в Разлог. Тогава участието им не се състои, защото вторият ден е отменен заради лошото време, но групата обещава да се върне. Това става на 6 юли 2014, когато пристигат в София за участието си като хедлайнери на Sofia Rocks.